# Francesco Tavano
Francesco Tavano, född 2 mars 1979 i Santa Maria Capua Vetere utanför Caserta, Italien, är en italiensk fotbollsspelare. Han spelar för tillfället i Empoli i italienska Serie A.
Säsongen 2001/2002 blev han skyttekung i Serie C2 med 16 mål och säsongen 2008/2009  i Serie B med 24 mål.